# Eubranchus ocellatus
Eubranchus ocellatus is een slakkensoort uit de familie van de knuppelslakken (Eubranchidae). De wetenschappelijke naam van de soort werd in 1864 voor het eerst geldig gepubliceerd door Alder & Hancock.